# John Cassaday
John Cassaday (Fort Worth, 14 dicembre 1971 – New York, 9 settembre 2024) è stato un fumettista statunitense.

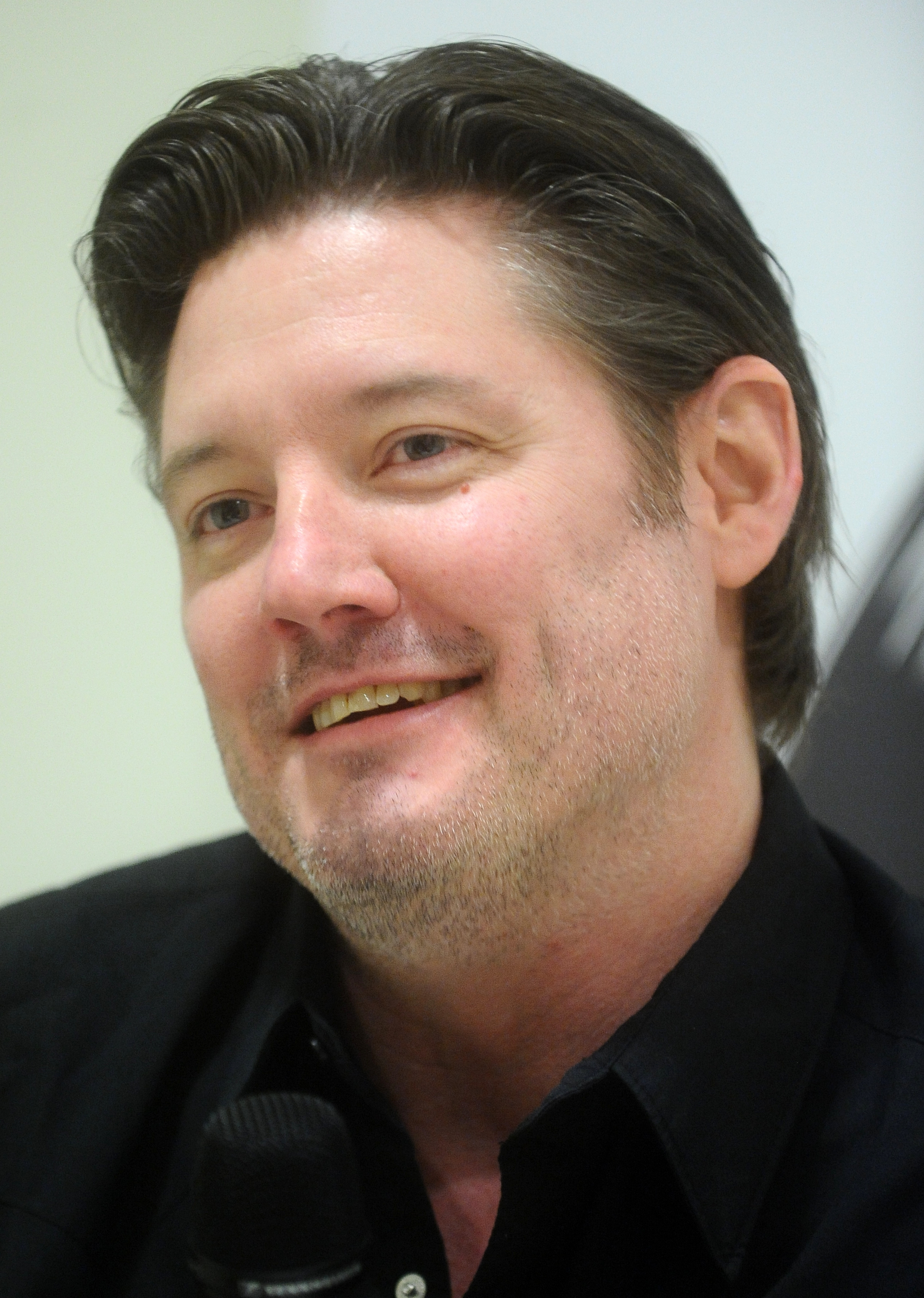
John Cassaday a Lucca Comics & Games 2016

Noto soprattutto come disegnatore, è stato anche scrittore.
Cassaday è stato un disegnatore autodidatta, studiò regia e diretto dei notiziari prima di lasciare il Texas per intraprendere la carriera di fumettista. Tra le sue influenze ci sono MC Wyeth, le pulp magazine e l'iconografia ad esse legata e la musica, con particolare riferimento al brit-pop e alle colonne sonore. Noto per essere un perfezionista, inchiostrava personalmente i suoi disegni, che spesso erano colorati da Laura Martin.

## Biografia
La carriera di Cassaday comincia professionalmente nel 1995 con una storia per la collana Caliber Comics' Negative Burn. Tuttavia la fama giunge soltanto più tardi quando mostra il suo portfolio a Mark Waid alla San Diego Comic-Con International; appena conclusasi la manifestazione incominciarono ad arrivare proposte di lavoro. Nel dicembre 1996 comincia a realizzare i disegni per la serie Ghost pubblicata dalla Dark Horse Comics. Meno di dodici mesi dopo diventa il disegnatore principale di Desperadoes della IDW Publishing. Alla fine del 1997 iniziano ad arrivare i primi lavori per DC Comics e Marvel Comics, su pubblicazioni come Teen Titans, degli Annual di The Flash, X-Men: Alpha Flight e Union Jack.
Deve la sua fama principalmente alla serie, acclamata dalla critica, Planetary, scritta da Warren Ellis e ad Astonishing X-Men scritta da Joss Whedon e al rilancio di Capitan America, sotto l'etichetta Marvel Knights, su testi di John Ney Rieber. Per quest'ultima serie realizzò delle copertine che si basano su poster propagandistici del periodo della seconda guerra mondiale. Nel 2007 Cassaday tornò a disegnare Capitan America, illustrando un episodio di Capitan America: Morte di un eroe, sceneggiato da Jeph Loeb. Realizzò anche numerose copertine per i fumetti dell'Uomo mascherato, sia per l'editore statunitense Moonstone Books sia per quello europeo Egmont, nonché per lo spin-off a fumetti della serie TV Firefly, Serenity: Those Left Behind e per Guy Ritchie's Gamekeeper della Virgin Comics.
Dal 2004 al 2008 Cassaday illustriò la trilogia Io sono Legione (Je suis légion) scritta da Fabien Nury e pubblicata da Les Humanoïdes Associés. L'opera è stata edita nel 2009 in otto albi per il mercato statunitense da Devil's Due Publishing con il titolo I am Legion, mentre in lingua italiana è stata proposta da Panini Comics in un unico volume nel 2008.
Nel 2008 realizzò le copertine e curò la direzione artistica dei fumetti di The Lone Ranger per la Dynamite Entertainment.
Morì il 9 settembre 2024 all'età di 52 anni.